# Livingston, Texas
Livingston är administrativ huvudort i Polk County i Texas. Enligt 2010 års folkräkning hade Livingston 5 335 invånare.